# Gornji Kokoti
Gornji Kokoti (cyr. Горњи Кокоти) – wieś w Czarnogórze, w gminie Podgorica. W 2011 roku liczyła 73 mieszkańców.